# Jack Thompson
Jack Thompson, född 19 mars 2002, är en kanadensisk professionell ishockeyback som är kontrakterad till Tampa Bay Lightning i National Hockey League (NHL) och spelar för Syracuse Crunch i American Hockey League (AHL).
Han har tidigare spelat för Surahammars IF i Hockeyettan och Sudbury Wolves och Sault Ste. Marie Greyhounds i Ontario Hockey League (OHL).
Thompson draftades av Tampa Bay Lightning i tredje rundan i 2020 års draft som 93:e spelare totalt.

## Statistik
| 2016–2017  | Clarington Toros            | ETA         | 3   | 0  | 3  | 3   | 0  | —  | — | —  | —  | —  |
| 2017–2018  | Clarington Toros            | ETA         | 36  | 17 | 21 | 38  | 38 | 10 | 5 | 4  | 9  | 8  |
|            | Whitby Fury                 | OJHL        | 3   | 0  | 0  | 0   | 0  | —  | — | —  | —  | —  |
| 2018–2019  | Sudbury Wolves              | OHL         | 52  | 6  | 10 | 16  | 18 | 8  | 1 | 4  | 5  | 2  |
| 2019–2020  | Sudbury Wolves              | OHL         | 63  | 13 | 19 | 32  | 20 | —  | — | —  | —  | —  |
| 2020–2021  | Surahammars IF              | Hockeyettan | 18  | 9  | 9  | 18  | 14 | —  | — | —  | —  | —  |
|            | Syracuse Crunch             | AHL         | 1   | 0  | 1  | 1   | 0  | —  | — | —  | —  | —  |
| 2021–2022  | Sudbury Wolves              | OHL         | 29  | 8  | 15 | 23  | 24 | —  | — | —  | —  | —  |
|            | Sault Ste. Marie Greyhounds | OHL         | 36  | 13 | 21 | 34  | 10 | 9  | 6 | 8  | 14 | 11 |
| 2022–2023  | Syracuse Crunch             | AHL         | 71  | 8  | 15 | 23  | 18 | 5  | 0 | 2  | 2  | 2  |
| 2023–2024  | Tampa Bay Lightning         | NHL         | 1   | 0  | 0  | 0   | 0  | —  | — | —  | —  | —  |
|            | Syracuse Crunch             | AHL         | 31  | 2  | 18 | 20  | 10 | —  | — | —  | —  | —  |
| NHL totalt | NHL totalt                  | NHL totalt  | 1   | 0  | 0  | 0   | 0  | —  | — | —  | —  | —  |
| AHL totalt | AHL totalt                  | AHL totalt  | 103 | 10 | 34 | 44  | 28 | 5  | 0 | 2  | 2  | 2  |
| OHL totalt | OHL totalt                  | OHL totalt  | 180 | 40 | 65 | 105 | 72 | 17 | 7 | 12 | 19 | 13 |

### Internationellt
| Källa: Uppdaterad: 2024-01-07 | Källa: Uppdaterad: 2024-01-07 | Källa: Uppdaterad: 2024-01-07 |         | Utv = Utvisningsminuter | Utv = Utvisningsminuter | Utv = Utvisningsminuter | Utv = Utvisningsminuter | Utv = Utvisningsminuter |
| År                            | Lag                           | Mästerskap                    | Matcher | Mål                     | Assists                 | Poäng                   | Utv                     |                         |
| ----------------------------- | ----------------------------- | ----------------------------- | ------- | ----------------------- | ----------------------- | ----------------------- | ----------------------- | ----------------------- |
| 2022                          | Kanada                        | JVM                           | 7       | 1                       | 3                       | 4                       | 2                       |                         |
| Junior totalt                 | Junior totalt                 | Junior totalt                 | 7       | 1                       | 3                       | 4                       | 2                       |                         |